# 가엘 투야
가엘 투야(프랑스어: Gaël Touya, 1973년 10월 13일~)는 프랑스의 은퇴한 펜싱 선수로 주 종목은 사브르이다. 2004년 하계 올림픽 단체전에서 동생인 다미앵과 쥘리앵 피예와 함께 금메달을 획득했다. 여동생인 안리제도 펜싱 선수이다.